# الجامعة الأمريكية في أرمينيا
الجامعة الأمريكية في أرمينيا (بالأرمنية: Հայաստանի ամերիկյան համալսարան)‏ هي جامعة خاصة تقع في يريفان، أرمينيا.
وهي جامعة معتمدة من لجنة الجامعات والكليات العليا في رابطة المدارس والجامعات الغربية. وهي المؤسسة الأولى والوحيدة المعتمدة من الولايات المتحدة في الاتحاد السوفيتي السابق لتوفير التعليم الجامعي والدراسات العليا.
تأسست الجامعة الأمريكية في أرمينيا عام 1991 بواسطة الاتحاد الأرميني الخيري العام وجامعة كاليفورنيا والحكومة الأرمينية خلال السنة الأولى من استقلال أرمينيا. تعتبر الجامعة الأمريكية المؤسسة الأولى في أرمينيا التي تعمل على حسب النمط الغربي في مجال التعليم العالي. فهي ملتزمة بتوفير التعليم الجامعي والأبحاث والخدمات التعليمية. تقدم الجامعة درجة الماجستير في ثمانية مجالات ودرجة البكالوريوس في ثلاثة مجالات دراسية. ويشار إلى أن برنامج البكالوريوس أطلق عام 2013.

## التاريخ

### الأصول
تعود فكرة إنشاء مؤسسة للتعليم العالي على الطراز الأمريكي في أرمينيا إلى أواخر عقد 1980. عندما ضرب زلزال أرمينيا المدمر عام 1988 كانت البلاد لا تزال جمهورية من جمهوريات الاتحاد السوفياتي، وكان اسمها الرسمي حينئذ الجمهورية الأرمينية السوفيتية الاشتراكية، تلقت البلاد مساعدات إنسانية وتقنية دولية غير مسبوقة؛ ووصل عدد من مهندسي الزلازل من الغرب للمساعدة في إعادة إعمال المناطق المنكوبة. عام 1989، اقترح يوري سركسيان الذي أصبح عميد جامعة أرمينيا الحكومية للهندسة لاحقاً، اقترح على آرمين دير كيوريغيان أستاذ الهندسة المدنية في جامعة كاليفورنيا (بركلي) تأسيس جامعة تقنية أمرينية حسب النموذج الغربي لتعزيز تقدّم التعليم في أرمينيا. فوضع آرمين مع المهندس مهران آغبابيان، الأستاذ الفخري في جامعة كاليفورنيا الجنوبية نصب أعينهما تحقيق الهدف.
دعم عدد من الأكاديميين الأرمينيين والأمريكان مفهوم الجامعة. تقدم كل من دير كيوريغيان وآغبابيان وستيبان كاررامارديان (العميد السابق لكلية دراسات الإدارة العليا في جامعة كاليفورنيا (ريفر سايد)، اقتراح إنشاء الجامعة الأمريكية للحكومة
أصبح أغابيان الرئيس المؤسس عام 1991 وخدم حتى عام 1997.

### السنوات الأولى
تأسست الجامعة رسمياً في 21 سبتمبر 1991، في اليوم الذي أجري فيه استفتاء على استقلال الأرمن عام 1991. فتحت الجامعة أبوابها في 23 سبتمبر عام 1991، في اليوم الذي أعلن فيه البرلمان الأرميني استقلال البلاد بعد يومين من الاستفتاء. بدأت الدراسة بـ101 طالب وهم الذين كانوا قد سجلوا في برنامج اللغة الإنجليزية المكثف، ثم تم تخصيص ثلاث برامج للداسات العليا. عام 1993، تخرج من الجامعة 38 شخصاً بدرجة الماجستير في ماجستير إدارة الأعمال والهندسة الصناعية وهندسة الزلازل.

### التوسع
بدأت الجامعة برنامج البكالوريوس عام 2013. تم قبول 300 طالب ذلك العام.

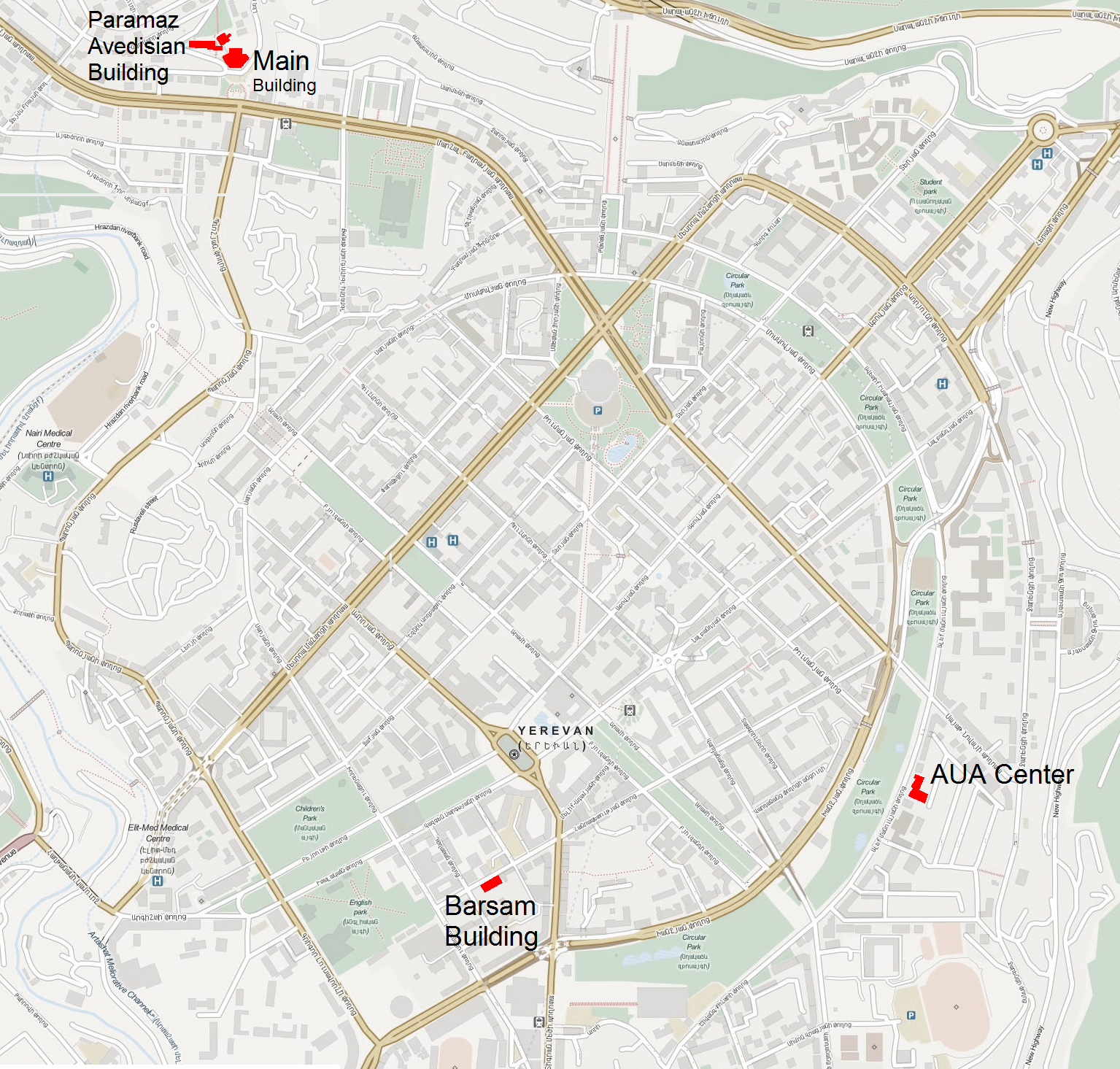
موقع الجامعة وسط يريفان

## معرض صور

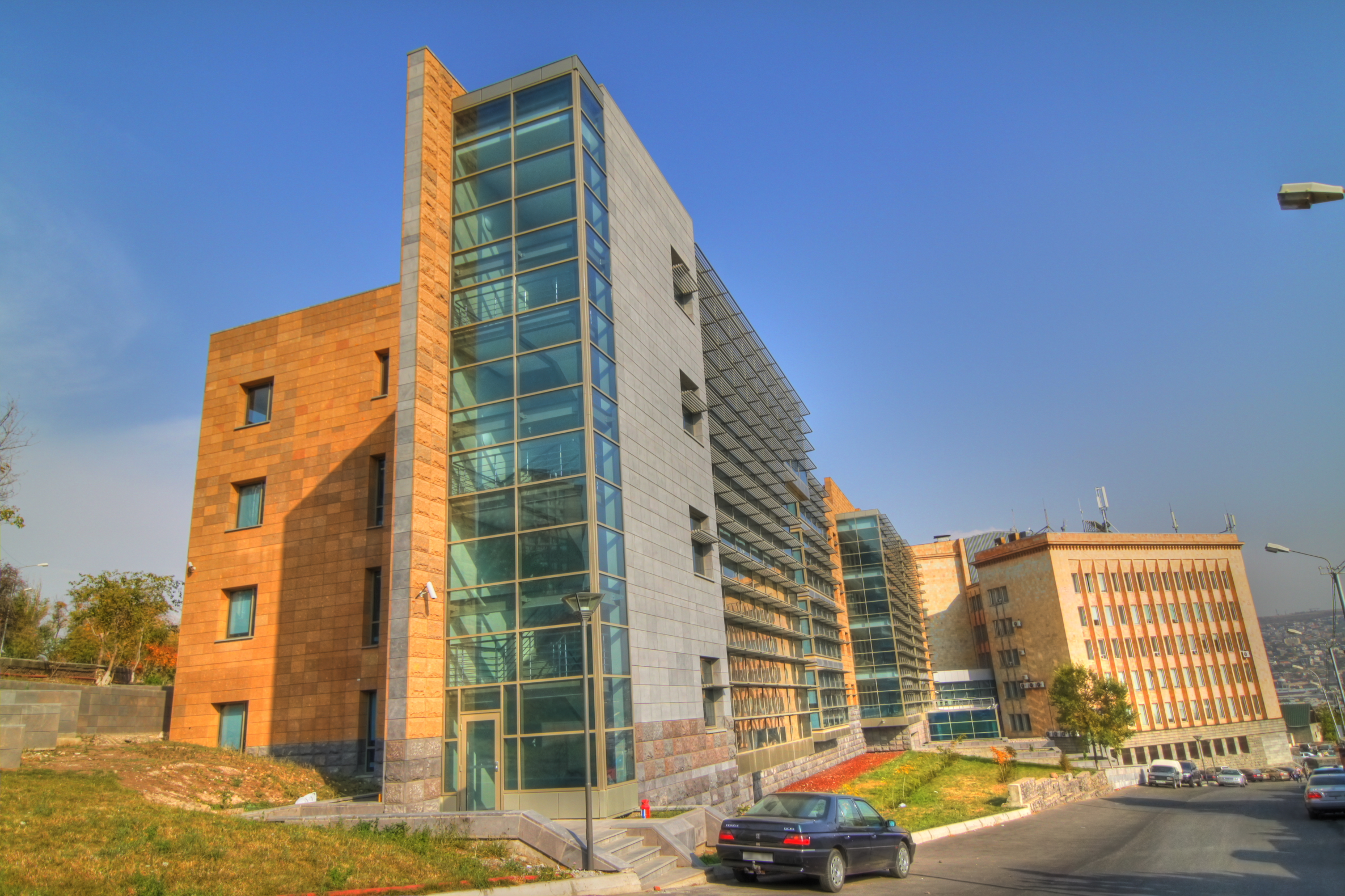
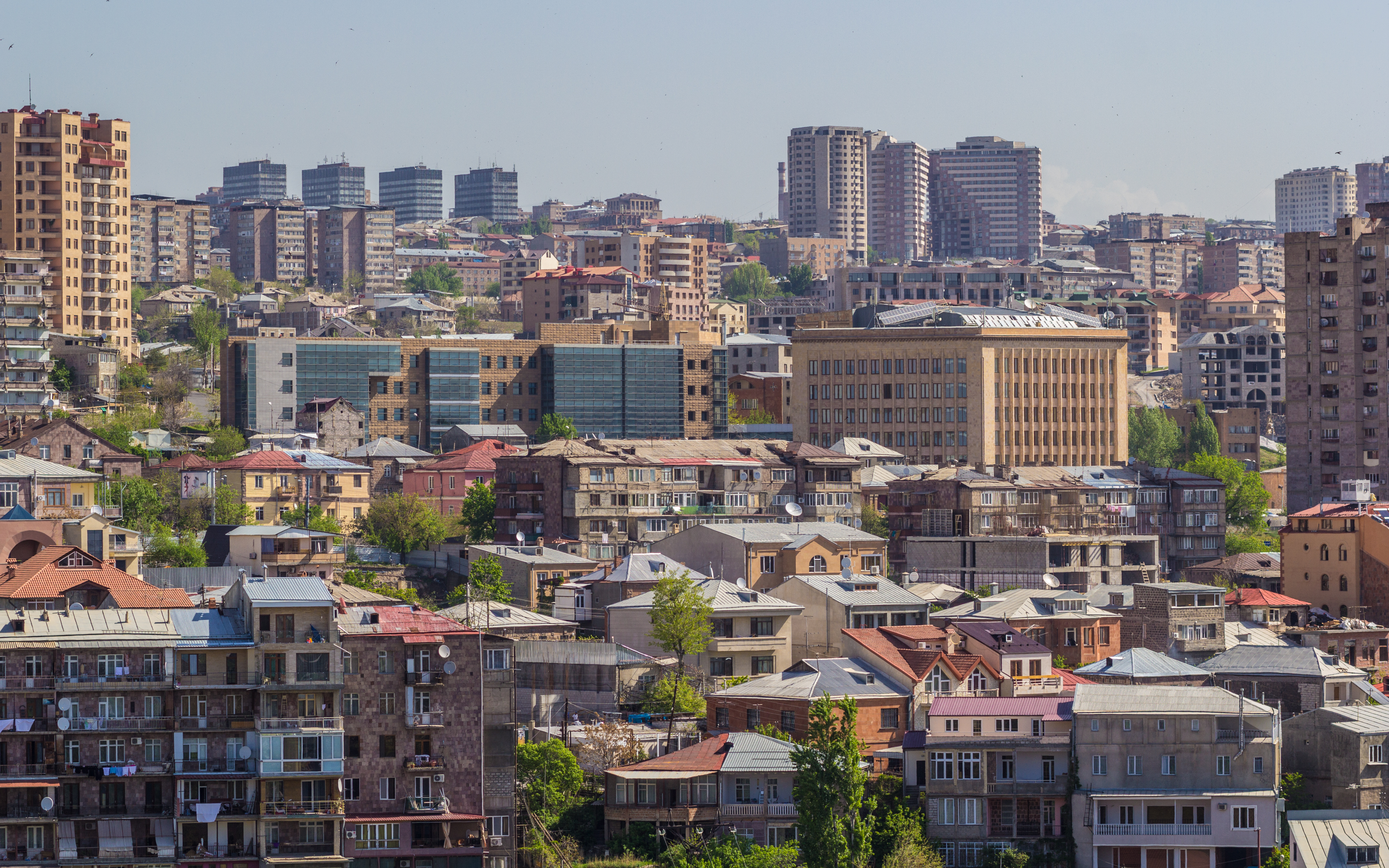
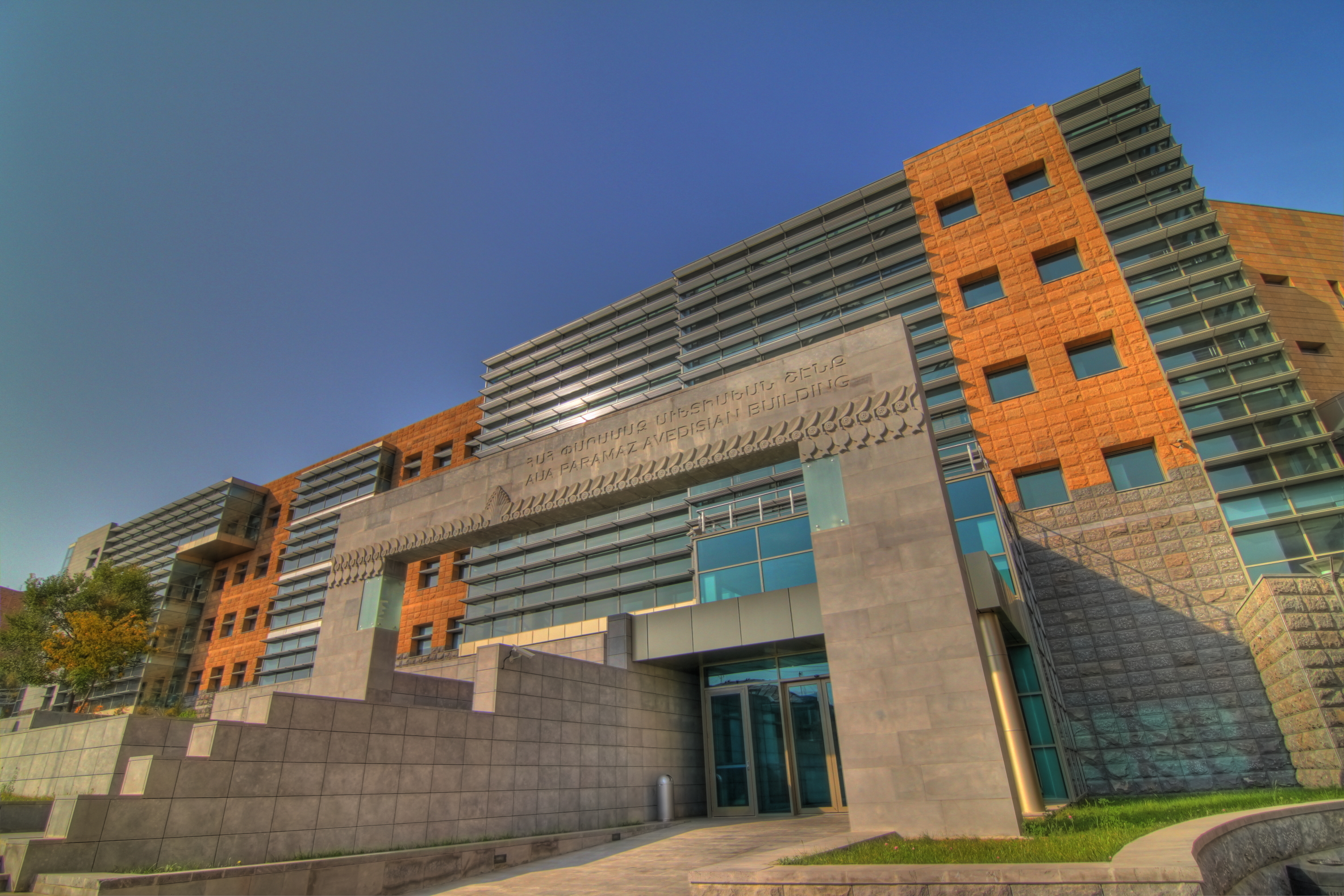

## الكليات والتخصصات

### الدراسات العليا
- كلية الأعمال والاقتصاد
- كلية العلوم الإنسانية والاجتماعية
- كلية العلوم والهندسة
- كلية الصحة العامة

### البكالوريوس
- اللغة الإنجليزية والاتصال
- العلوم الحاسوبية
- الأعمال

## الترتيب
| السنة | المصدر                         | الترتيب المحلي | الترتيب العالمي |
| ----- | ------------------------------ | -------------- | --------------- |
| 2014  | الحكومة الأرمينية              | 2              | —               |
| 2015  | ترتيب ويبومتركس لجامعات العالم | 2              | 3887            |